# Arthur Penn
Arthur Hiller Penn (Filadelfia, Pensilvania, 27 de septiembre de 1922 - Nueva York, 28 de septiembre de 2010) fue un director y productor estadounidense. Realizó varias películas premiadas por la crítica en la década de 1960, como Bonnie y Clyde (1967).

## Biografía
Atraído por el mundo de la interpretación desde muy joven, Penn se dedicó al teatro, actividad que continuó cuando estuvo sirviendo en el ejército durante la Segunda Guerra Mundial. En la década de 1950, realizó una serie de dramas para la televisión, debutando en la gran pantalla con el wéstern El zurdo (1958). El filme supone una interpretación libre y desmitificadora del director sobre la figura de Billy the Kid, convirtiéndolo en un excelente retrato psicológico de un joven criminal (interpretado por Paul Newman). 
Su siguiente film fue El milagro de Ana Sullivan (1962), una obra de teatro de William Gibson basada en hechos reales, que narra la vida de Anne Sullivan y su relación con la que fue su alumna ciega y sordomuda Helen Keller. La película aparte de ser favorablemente acogida por el público, ganó dos premios Óscar. Estas dos estatuillas fueron para Anne Bancroft, como actriz principal, y Patty Duke como actriz de reparto, precisamente las dos actrices que interpretaron esta obra en Broadway. Penn también recibiría la primera nominación de las tres que recibiría en su carrera profesional a la Mejor dirección.
En 1964, se embarcó en el proyecto de El tren, pero sus malas relaciones con el actor protagonista, Burt Lancaster lo obligaron a abandonar el proyecto, que terminaría filmando John Frankenheimer. 
Al año siguiente, dirigiría Acosado con Warren Beatty, una parábola sobre el Macartismo disfrazada con humor negro, y en 1966, una de sus obras más conocidas, La jauría humana, con Marlon Brando, Jane Fonda y Robert Redford en los papeles protagonistas. Esta película se convirtió en otro incisivo retrato social, en una época en la que la sociedad del sur estadounidense vivía en una espiral de violencia, racismo y corrupción que desembocarían en la Ley de Derechos Civiles. El filme fue, sin embargo, uno de sus mayores fracasos de taquilla.
Penn volvería a coincidir con Warren Beatty en 1967. El actor (y también productor) le propuso una reconstrucción de la vida de Bonnie Parker y Clyde Barrow. El resultado de ello fue una de las obras clave del cine estadounidense de su tiempo. Con Bonnie y Clyde, el director vuelve a mostrar (tal y como hizo en El zurdo) a unos atracadores de la década de 1930, que tan solo son el reflejo de la sociedad en la que viven: Bonnie (Faye Dunaway) y Clyde (Warren Beaty). El filme le dio a Penn una segunda opción a ganar la estatuilla de los Oscar, que tampoco logró. 
Sus siguientes títulos fueron El restaurante de Alicia (1969), film basado en una de las satíricas canciones del folclorista estadounidense Arlo Guthrie, que permanece como una cinta de culto para algunos sectores de la crítica; y el western revisionista Pequeño gran hombre (1970), con Dustin Hoffman y Faye Dunaway. Pequeño gran hombre ha sido la película más cara que realizó Penn y uno de los mejores ejemplos de los westerns de calidad que se realizaron después de 1970, basados en gran parte en la desmitificación de temas y convenciones del género, a base de humor ácido e irónico. Subliminalmente, el filme criticaba la actuación del Ejército de los Estados Unidos y al 7.º Regimiento de Caballería que entonces combatían en la Guerra de Vietnam.
En 1973, dirigió algunas escenas de la cinta de los Juegos Olímpicos de Múnich Visions of Eight junto a John Schlesinger, Claude Lelouch, Kon Ichikawa y Miloš Forman. 
Sus siguientes proyectos fueron Night Moves (1975) con Gene Hackman y Melanie Griffith, interesante film negro de lecturas casi intelectuales, y Missouri (1976), nuevamente con Marlon Brando, y Jack Nicholson. Estas dos últimas películas levantaron algunas críticas entre los seguidores de Penn. 
La década de 1980 supuso el último decenio en el que trabajó como director de cine. Georgia (1981) es un traumático viaje hacia la década de 1960, con los temas de la guerra de Vietnam, los Derechos civiles, escándalos políticos y el alucinógeno LSD. De todas maneras, este film supone un signo evidente de que Penn estaba fuera de las nuevas tendencias cinematográficas de la década y del gusto del público. 
Sus títulos posteriores Target (agente doble en Berlín) con Gene Hackman y Matt Dillon (1985) y Muerte en invierno (1987) ratificaron esa sensación. 
Así las cosas, Penn dirigió sus pasos desde finales de la década de 1980 a la televisión. Realizó trabajos como el telefilm El Retrato (1993), con Gregory Peck y Lauren Bacall, y la producción de la serie Ley y Orden.
El director falleció el 28 de septiembre de 2010, un día después de cumplir 88 años.

## Filmografía
- El zurdo (The Left Handed Gun) (1958)
- El milagro de Ana Sullivan (The Miracle Worker) (1962)
- Acosado (Mickey One) (1965)
- La jauría humana (The Chase) (1966)
- Bonnie y Clyde (Bonnie and Clyde) (1967)
- El restaurante de Alicia (Alice's Restaurant) (1969)
- Pequeño gran hombre (Little Big Man) (1970)
- La noche se mueve (Night Moves) (1975)
- Missouri (The Missouri Breaks) (1976)
- Four Friends (Four Friends) (1981)
- Agente doble en Berlín (Target) (1985)
- Muerte en invierno (Dead of Winter) (1987)
- Penn & Teller Get Killed (1989)
- Lumiere y compañía (Lumiere and company) (1995)
- Inside (1996) (TV)
- Los juzgados de 100 Centre Street (TV) (1 episodio, 2001)

## En Broadway
- Two for the Seesaw (1958)
- The Miracle Worker (1959)
- Toys in the Attic (1960)
- An Evening With Mike Nichols and Elaine May (1960)
- All the Way Home (1960)
- Golden Boy (1964)
- Wait Until Dark (1966)
- Sly Fox (1976)
- Fortune's Fool (2002)

## Premios y nominaciones
Premios Óscar
| Año  | Categoría      | Trabajo nominado           | Resultado |
| ---- | -------------- | -------------------------- | --------- |
| 1963 | Mejor Director | El milagro de Ana Sullivan | Nominado  |
| 1968 | Mejor Director | Bonnie y Clyde             | Nominado  |
| 1969 | Mejor Director | El restaurante de Alicia   | Nominado  |

Globos de Oro
| Año  | Categoría      | Trabajo nominado | Resultado |
| ---- | -------------- | ---------------- | --------- |
| 1967 | Mejor Director | Bonnie y Clyde   | Nominado  |